# Baba Business 2
Baba Business 2 er det andet studiealbum som soloartist af den danske musiker Branco, der blev udgivet den 1. januar 2021 via Sony Music.

## Baggrund
Sangen 'Hundo' var den første single til Brancos album. Han optrådte han med sangen ved Danish Music Awards i november 2020, hvor Branco blandt andet vandt årets solosolist. Den gik også nummer 1 på den hitliste i uge 44.
Branco udkom den 1. januar 2021 med Baba Business 2, der ifølge Jakob Freudendal fra Soundvenue var en imødeset opfølger til Baba Business fra 2019.

## Modtagelse

### Anmeldelser
Kristian Karl fra Soundvenue tildelte albummet fem ud af seks stjerner. Han mente, at Branco var Danmarks førerende rapper, "fordi ingen lyder større end ham". Særligt udviklingen i albummet italesættes: "fra urørlig narkokonge til kærlig familiefar – løfter albummet til noget større end bare en samling hits", og "gennem hele albummet udstråler Branco total kontrol". Han er dog særligt positiv over for sidste del af albummet: "Men allervigtigst bliver slutningen af albummet løftet af mere personlige tracks, der viser motivationen bag Brancos store livsprojekt. Nemlig en betingelsesløs kærlighed til den nærmeste familie". Han slutter anmeldelsen af med at skrive, at Baba Business 2 er en kandidat til årets bedste hiphop-album allerede så tidligt på året, og alle de andre danske rappere skal måles op imod Branco.
Jens Dræby, der er anmelder for GAFFA, mener, at Branco viser sig "som en enormt alsidig rapper, der gerne vil det hele på godt og ondt og leverer en udmattende, men afsindigt underholdende udgivelse". Således karakteriserer han Baba Business 2 som "[...] en vild og imponerende lytteoplevelse, som gør ham til mere end de kunstnere, man kunne sammenligne ham med". Dræby mente dog, at albummet med sine 20 sange var for langt. Han mente samtidig, at anden del af albummet ikke havde samme gennemslagskraft som første del ved fx at "[...] efterligne Node med en melodramatisk ballade på "My Lord (et brev til mine børn"), der fører til, at albummet med "sine mange korte forskellige tracks er farlig tæt på at lyde som et glorifieret mixtape". Samlet set kvitterer han med fire ud af seks stjerner.

### Hitlister
Debutsinglen 'Hundo', der udkom i november 2020, gik ind som nummer 1 i den følgende uge på den danske trackliste, Track Top-40 (uge 44, 2020).
Albummet udkom den 1. januar 2021, og albummet gik direkte ind som nummer 1 på den danske albumhitliste, Album Top-40. Samtidigt gik 'Bando Bitch' ind som nummer 1 på Track Top-40, 'Jiggy' som nummer 7, 'Smooth Criminal' (9), 'Dripsnak 2.0' (11), 'Young and Dangerous' (14), 'Burna' (21), 'Feelings' (23), 'Back to Back' (29), 'Cruise Control' (32) og 'Tax Free' (35).

## Spor
| 1.    | "Young & Dangerous"                        | Tobias Aldin Jensen, Joshua Joseph Kofi Osei Duncan | 2:34 |
| 2.    | "Bando Bitch"                              | Aldin Jensen, Osei Duncan                           | 2:10 |
| 3.    | "JIGGY" (featuring Yasin)                  | Reza Forghani                                       | 2:11 |
| 4.    | "Burna"                                    | Aldin Jensen, Osei Duncan                           | 2:35 |
| 5.    | "Many Men" (featuring Adel)                | Le Winter                                           | 2:41 |
| 6.    | "Back to Back"                             | Aldin Jensen, ManLikeDeniz                          | 3:36 |
| 7.    | "Headshot" (featuring Nafe Smallz)         | Branco                                              | 2:41 |
| 8.    | "Tax Free"                                 | Aldin Jensen, Osei Duncan                           | 2:08 |
| 9.    | "Dripsnak 2.0" (featuring Stepz)           | Aldin Jensen, Osei Duncan                           | 2:58 |
| 10.   | "Feelings"                                 | Aldin Jensen, Osei Duncan                           | 2:39 |
| 11.   | "Cruise Control"                           | Aldin Jensen, Osei Duncan                           | 2:18 |
| 12.   | "Southside" (featuring Trey & Zay)         | Kasper Svare, Aldin Jensen                          | 2:26 |
| 13.   | "My Lord (et brev til mine børn)"          | Aldin Jensen, Osei Duncan                           | 2:27 |
| 14.   | "Showtime" (featuring Amina og Trey & Zay) | Aldin Jensen                                        | 3:34 |
| 15.   | "HUNDO"                                    | Aldin Jensen, Osei Duncan                           | 2:41 |
| 16.   | "Everything" (featuring Stepz)             | Aldin Jensen, Osei Duncan                           | 2:07 |
| 17.   | "Smooth Criminal" (featuring Sivas)        | Reza Forghani                                       | 3:28 |
| 18.   | "All Day"                                  | Aldin Jensen, Osei Duncan                           | 2:45 |
| 19.   | "Dit Indre" (featuring Sivas)              | Aldin Jensen, Osei Duncan                           | 2:15 |
| 20.   | "La' Champagnen Græde (Outro)"             | Aldin Jensen, Osei Duncan                           | 2:10 |
| 51:11 |                                            |                                                     |      |

### Deluxe Edition
Den 5. februar 2021 udkom Branco med en deluxe edition-udgave af albummet. På denne udgave er tilføjet fire nye numre.
| 1.  | "No Evil" (featuring Lukas Graham)         | Tobias Aldin Jensen, Joshua Joseph Kofi Osei Duncan | 3:00 |
| 2.  | "Work"                                     | Aldin Jensen, Osei Duncan, Kasper Svare             | 2:47 |
| 3.  | "Go get it"                                | Aldin Jensen, Osei Duncan, Svare                    | 2:34 |
| 4.  | "Banana (Freestyle)"                       | Aldin Jensen, Osei Duncan, Svare                    | 2:20 |
| 5.  | "Young & Dangerous"                        | Tobias Aldin Jensen, Joshua Joseph Kofi Osei Duncan | 2:34 |
| 6.  | "Bando Bitch"                              | Aldin Jensen, Osei Duncan                           | 2:10 |
| 7.  | "JIGGY" (featuring Yasin)                  | Reza Forghani                                       | 2:11 |
| 8.  | "Burna"                                    | Aldin Jensen, Osei Duncan                           | 2:35 |
| 9.  | "Many Men" (featuring Adel)                | Le Winter                                           | 2:41 |
| 10. | "Back to Back"                             | Aldin Jensen, ManLikeDeniz                          | 3:36 |
| 11. | "Headshot" (featuring Nafe Smallz)         | Branco                                              | 2:41 |
| 12. | "Tax Free"                                 | Aldin Jensen, Osei Duncan                           | 2:08 |
| 13. | "Feelings"                                 | Aldin Jensen, Osei Duncan                           | 2:39 |
| 14. | "Cruise Control"                           | Aldin Jensen, Osei Duncan                           | 2:18 |
| 15. | "Southside" (featuring Trey & Zay)         | Kasper Svare, Aldin Jensen                          | 2:26 |
| 16. | "My Lord (et brev til mine børn)"          | Aldin Jensen, Osei Duncan                           | 2:27 |
| 17. | "Showtime" (featuring Amina og Trey & Zay) | Aldin Jensen                                        | 3:34 |
| 18. | "HUNDO"                                    | Aldin Jensen, Osei Duncan                           | 2:41 |
| 19. | "Everything" (featuring Stepz)             | Aldin Jensen, Osei Duncan                           | 2:07 |
| 20. | "Smooth Criminal" (featuring Sivas)        | Reza Forghani                                       | 3:28 |
| 21. | "All Day"                                  | Aldin Jensen, Osei Duncan                           | 2:45 |
| 22. | "Dit Indre" (featuring Sivas)              | Aldin Jensen, Osei Duncan                           | 2:15 |
| 23. | "La' Champagnen Græde (Outro)"             | Aldin Jensen, Osei Duncan                           | 2:10 |
| 58  |                                            |                                                     |      |

## Hitlister
| Hitliste (2021)        | Højeste placering |
| ---------------------- | ----------------- |
| Danmark (Album Top 40) | 1                 |

| 2020 | "Hundo"                                                          | 1  |  |
| 2021 | "Bando Bitch"                                                    | 1  |  |
| 2021 | "Smooth Criminal"                                                | 9  |  |
| 2021 | "Dripsnak 2.0"                                                   | 11 |  |
| 2021 | "Young and Dangerous"                                            | 14 |  |
| 2021 | "Burna"                                                          | 21 |  |
| 2021 | "Feelings"                                                       | 23 |  |
| 2021 | "Back to Back"                                                   | 29 |  |
| 2021 | "Cruise Control"                                                 | 32 |  |
| 2021 | "Tax Free"                                                       | 35 |  |
| 2021 | "—" markerer en udgivelse der ikke opnåede en hitlisteplacering. |    |  |